# بخندم یا گریه کنم
«بخندم یا گریه کنم» (انگلیسی: Should I Laugh or Cry) ترانه‌ای از ابرگروه سوئدی موسیقی پاپ آبا است که در سال ۱۹۸۲ منتشر شد.
خواننده اصلی این ترانه آنی-فرید لینگستاد است و نخستین بار در ۴ سپتامبر ۱۹۸۱ ضبط شد و بعدها یکی از ترانه‌های آلبوم به‌خاطر موسیقی سپاسگزارم (۱۹۸۳) شد. این ترانه طبق کتاب «آبا - بدون سانسور در موسیقی‌شان»، «ترانه‌ای نسبتاً تلخ» دربارهٔ پایان یک رابطه است.